# Juan Muñoz (hockeista su ghiaccio)
Juan Muñoz Crego (Jaca, 30 agosto 1990) è un hockeista su ghiaccio spagnolo.

## Palmarès
- Campionato spagnolo: 5

CD Hielo Bipolo: 2012-2013, 2013-2014
Txuri Urdin: 2016-2017, 2017-2018, 2018-2019
- Coppa del Re: 3

Jaca: 2005-2006
CD Hielo Bipolo: 2013-2014
Txuri Urdin: 2015-2016